# Большая Кирсановка
Большая Кирсановка — хутор в Матвеево-Курганском районе Ростовской области.
Административный центр Большекирсановского сельского поселения.

## География

### Улицы
| - ул. Комсомольская, - ул. Мира, - ул. Миусская, - ул. Почтовая, | - ул. Садовая, - ул. Советская, - ул. Степная, - ул. Хайло, | - пер. Весенний, - пер. Крестьянский, - пер. Мало-Садовый, - пер. Северный. |

## История
Село основано Д. М. Мартыновым в 1777 году для своей дочери М. Д. Мартыновой, которая в 1777 году была замужем за П. Ф. Кирсановым.
Марфа Дмитриевна Мартынова (р. ок. 1760 ум 24.12.1812), дочь непременного судьи Войскового Гражданского правительства, генерал-майора Дмитрия Мартыновича Мартынова; (В 1-м браке за войсковым старшиной Павлом Фомичом Кирсановым);от этого брака имела сына Кирсана, и дочь Екатерину.
1790 год стал для Мартыновых настоящим праздником, хоть и принёс много, но очень приятных, хлопот. Императрица Екатерина II прямо облагодетельствовала Дмитрия Мартыновича к его шестидесятилетию. Мало того, что наградила орденом Святого Владимира 2-й степени, ещё и наградила, не бывало щедрым подарком — 603 крепостными на переселение из государственных крестьян.
Проехав по сёлам и хуторам с полицейскими и работниками местных уездов, Мартынов собрал крестьян. Им объявлялось об их новой принадлежности, необходимости распродажи имущества и подготовки к движению на новое место жительства. Значительное количество крестьян Мартынов отписал и направил своим родственникам. Больше всех дочери Марфе Дмитриевне в Б-Кирсановку (это поселение, как приданое перешло к Кирсанову и названо его именем, а их сын — первенец Хрисанор — дал своё имя, Малокирсановке), он же основал и владел Латоновой.
В 1867 году в Больше-Кирсановке открылась церковно-приходская школа. Управлял имением в то время дед будущего знаменитого писателя Антона Павловича Чехова.
На средства Платова в нём была построена церковь Святой Троицы.

## Население
| 2010 |
| ---- |
| 894  |

## Известные люди
В селе родился Хайло, Василий Александрович — Герой Советского Союза.

## Достопримечательности
- Троицкий храм